# Archiearides pusilla
Archiearides pusilla là một loài bướm đêm trong họ Geometridae.